# Vila Jaroslava Morávka
Vila Jaroslava Morávka je funkcionalistická stavba, postavená v letech 1938–1939, dle projektu architekta Čestmíra Šlapeta (Akademičtí architekti Šlapetové, Moravská Ostrava). Vila se nachází v Černošicích, na východní straně zástavby Nové Vráže, na vrchním konci ulice Karlická (čp. 798).

## Majitelé a stavebníci vily
Jaroslav Morávek (1897–1969) byl ředitelem akciové společnosti Melantrich, se sídlem na Smíchově. Manželé Jaroslav a Marie Morávkovi zakoupili pozemek (původně lesní) 22. prosince 1936, od Jiřiny Svobodové. 27. srpna 1937 byla parcela usnesením obecního zastupitelstva prohlášena za stavební místo. Pro projekt stavby byla zvolena renomovaná firma bratří Šlapetových z Moravské Ostravy, kterou v té době vedl Čestmír Šlapeta (1908-1999). Projekt byl hotov 28. června 1938, stavební povolení získáno 26. srpna 1938 a kolaudace stavby nabyla moci 29. dubna 1939.

## Popis vily

### Exteriér
Železobetonovou konstrukci s výplňovým zdivem stavěla místní stavební firma Václava Majera. Funkcionalistická stavba má jednoduchý kubický objem. Na hlavním průčelí, směřujícím na jihovýchod, je kónický rizalit s terasou v patře. Hlavní vstup byl umístěn na východní straně vily a tvořen verandou s prosklenými stěnami a přímou markýzou. Bílá fasáda je členěna atypickými, podélnými okny s žaluziemi. Na severozápadní straně byl samostatný vchod do bytu domovníka. Na protějším průčelí od hlavního vchodu byl navržen rizalit s terasou a schodištěm na zahradu. V jeho spodní části bylo loubí s kamennou podlahou.

### Interiéry
V přízemí byly vyprojektovány dva velké pokoje, propojené skleněnými stěnami s dvoukřídlými posunovacími dveřmi. Jeden sloužil jako hlavní obývací pokoj, s průhledem do trojbokého proskleného rizalitu, druhý měl funkci jídelny, se vstupem na terasu se schodištěm na zahradu. S jídelnou sousedila přípravna a spižírna.
Ze schodišťové předsíně se vstupovalo do patra. Zde byly dvě ložnice, druhá kuchyně, koupelna a pokojík pro služebnou. Z jedné ložnice byl vstup na terasu na čelním rizalitu.
V suterénu, kromě bytu domovníka, se nacházela ještě prádelna se sušárnou, sklad na potraviny (pod rizalitem), prostory pro zahradní nářadí a v podélné dispozici vily byla vkomponována garáž.

### Zahrada
Zahradu navrhla firma A. F. Walter z Prahy-Chuchle. Zahrada byla dle navrženého plánu velmi precizně členěna na jednotlivé funkční segmenty. V severozápadním rohu pozemku byla navržena hospodářská část (zeleninové a jahodové záhony, rybízové a malinové keře, angrešt, lísky, dvorek s chovem drůbeže). Na této straně bylo navrženo vysázení 34 ovocných kordónů (jabloně a hrušně). Podél vjezdu a kolem terasy na severovýchodní straně byly navrženy 3 nízké květinové zídky. Směrem k lesu se rozkládal obytný trávník, po jehož obvodu vedla mlatová cestička lemovaná záhony růží (162 kusů keřových rostlin), s odpočívadlem a skalkou v rohu (60 různých alpinek), která dále pokračovala k dětskému hřišti, s pískovištěm, částečně podsklepeným bazénem a nízkou zídkou určenou k sezení. Při východním oplocení byl tvarovaný živý plot ze stálozeleného ptačího zobu se střídavou výsadbou akátů a sakur. Severní oplocení přecházelo v sousední les, proto jeho základ tvořilo 25 smrčků, 12 bříz, jeden pestrolistý javor a tři původní lípy. Zelený pás měly doplňovat jiřiny, tři štíhlé jalovce, čtyři rododendrony a tři azalky.

## Rekonstrukce vily, současnost
Přípravy na rekonstrukci vily začaly v roce 2014, vlastní obnova se uskutečnila v letech 2016–2017. S ohledem na původní architektonické dílo byla pro projekt rekonstrukce zvolena vnučka architekta Lubomíra Šlapety, Ing. arch. Anna Šlapetová. Vila, původně navržená pro letní bydlení, byla přizpůsobena celoročnímu obývání pro dvě generace rodiny. Při zateplení byly dodrženy proporce okenních otvorů, okna vyměněna za podobná dřevěná a původní dřevěné rolety vyměněny za hliníkové žaluzie. Řešení interiéru v přízemí a patře bylo zachováno (schodiště, parketové podlahy, dveře - včetně posuvných mezi obývacím pokojem a jídelnou). Dispoziční úpravy se týkaly pouze prostor v suterénu. V hlavním vstupu došlo ke změně původně proskleného zádveří za větší, zděné s prosklenou plochou. Na protilehlém průčelí byl původní rizalit dostavěn, rozšířena terasa a schodiště na zahradu odstraněno.
Zahrada má dnes výrazně okrasný a rekreační charakter. Zachovává si původní kompozici a členění na jednotlivé funkční segmenty. Mezi zachované prvky patří cesty, terasa, bazén, užitkový kout se sadem a tvarovaný živý plot (nyní tvořený tisem).